# Roman Schnabel

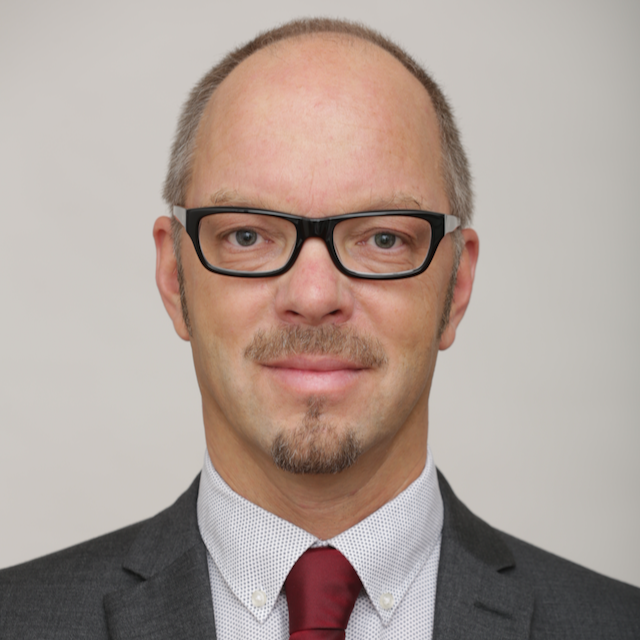
Roman Schnabel (2018)

Roman Schnabel (* 11. Juni 1968 in Stadthagen) ist ein deutscher Physiker, der sich mit der Erzeugung von Laserlicht mit gequetschter Quantenunschärfe und der Empfindlichkeitsverbesserung von Gravitationswellendetektoren beschäftigt.

## Leben und Wirken
Schnabel studierte von 1988 bis 1994 Physik an der Leibniz Universität Hannover (Diplom), wo er 1999 promoviert wurde. Von 1994 bis 1999 war er wissenschaftlicher Mitarbeiter am Institut für Plasmaphysik in Hannover und im darauf folgenden Jahr am Max-Planck-Institut für Quantenoptik in Garching. Von 2000 bis 2002 erhielt er ein Feodor-Lynen-Forschungsstipendium der Alexander-von-Humboldt-Stiftung an der Australian National University in Canberra. Von 2003 bis 2008 war er Juniorprofessor am Institut für Gravitationsphysik der Leibniz Universität Hannover und anschließend bis 2014 Universitätsprofessor (W2). Seit 2014 ist er Universitätsprofessor (W3) an der Universität Hamburg und leitet am Institut für Laserphysik den Arbeitsbereich Nichtlineare Quantenoptik.
Von 2003 bis 2010 entwickelte und baute er mit seiner Arbeitsgruppe den ersten Laser zur Erzeugung von Licht mit gequetschter Quantenunschärfe („Quetschlaser“) für einen dauerhaften Einsatz in Gravitationswellendetektoren. Seit 2010 verbessert dieser Laser die Empfindlichkeit des deutsch-britischen Gravitationswellendetektors GEO600 in Ruthe. Infolgedessen etablierte sich „gequetschtes Licht“ zu einer wichtigen neuen Hochtechnologie in Gravitationswellendetektoren. Seit 2019 wird gequetschtes Licht auch in den Gravitationswellenobservatorien LIGO und Virgo eingesetzt. Quetschlicht ist auch eine wichtige Quantentechnologie für die Quantensensorik, Quantenkommunikation, und für optische Quantencomputer. Licht mit gequetschter Quantenunschärfe zeigt Quantenkorrelationen und gehört damit zu den nichtlokalen Systemen der Quantenphysik. Schnabel ist neben seiner angewandten Forschung besonders daran interessiert, exakte und dennoch didaktisch gut vermittelbare Modelle für die Effekte der Quantenphysik zu entwickeln.

## Auszeichnungen und Mitgliedschaften
Im Jahr 2000 erhielt Roman Schnabel ein Feodor-Lynen-Stipendium der Alexander-von-Humboldt Gesellschaft. 2012 wurde er gemeinsam mit Nergis Mavalvala und David E. McClelland mit dem Joseph F. Keithley Award For Advances in Measurement Science der American Physical Society ausgezeichnet, ebenso erhielten sie 2018 den „QCMC Award for Outstanding Achievements in Quantum Experimentation“. Im Jahr 2013 erhielt Schnabel den ERC Advanced Grant Massive Object Quantum Physics (MassQ), 2018 den ERC Proof of Concept Grant Quantum Light Enterprise (QLite). Der LIGO-Forschungsverbund, dessen Mitglied Schnabel ist, wurde 2016 mit dem Special Breakthrough Prize in Fundamental Physics und dem Gruber-Preis für Kosmologie sowie 2017 mit dem Prinzessin-von-Asturien-Preis für Wissenschaftliche und Technische Forschung ausgezeichnet.
Schnabel war von 2013 bis 2017 Vorsitzender der „Quantum Noise Working Group“ der LIGO Scientific Collaboration. Er ist Mitglied der Deutschen Physikalischen Gesellschaft und der Akademie der Wissenschaften in Hamburg.